# Villamena
Villamena là một đô thị trong tỉnh Granada, Tây Ban Nha. Theo điều tra dân số 2005 (INE), đô thị này có dân số là 1010 người.
36°59′B 3°35′T / 36,983°B 3,583°T